# Liste Danziger Zeitungen und Zeitschriften
Diese Liste enthält Zeitungen und Zeitschriften, die in Danzig erscheinen oder erschienen .

## Deutschsprachige Zeitungen und Zeitschriften

### Tageszeitungen
Aufgeführt werden Zeitungen, die mindestens dreimal wöchentlich erschienen.
| Name | Erscheinungs zeit    | Herausgeber                            | Häufigkeit                                     | Bemerkungen                                                                 |
| --- | -------------------- | -------------------------------------- | ---------------------------------------------- | --------------------------------------------------------------------------- |
| Die Neuen Wogen der Zeit, Volks-Blatt für Unterhaltung, öffentliches Leben, Local- und Provinzial-Interessen | 1849–1876            |                                        | dreimal wöchentlich, dann sechsmal wöchentlich | danach Danziger Allgemeine Zeitung                                          |
| Danziger Zeitung                                                                                             | 1858–1930            |                                        | zweimal täglich, dann einmal täglich           | erste Tageszeitung in Danzig, liberal                                       |
| Westpreußisches Volksblatt                                                                                   | 1873–1920            |                                        | sechsmal wöchentlich                           | danach Danziger Volksblatt                                                  |
| Danziger Allgemeine Zeitung                                                                                  | 1878–1934            |                                        | sechsmal wöchentlich                           | konservativ                                                                 |
| Danziger Courier                                                                                             | 1882–1901            |                                        |                                                | mit Paul Scheerbart                                                         |
| Danziger Neueste Nachrichten                                                                                 | 1894–1944            | Gustav Fuchs, Hans Fuchs               | sechsmal wöchentlich                           | auflagenstärkste Zeitung Danzigs, liberal, seit 1933 nationalsozialistisch  |
| Volkswacht                                                                                                   | 1910–1920            |                                        | sechsmal wöchentlich                           | sozialdemokratisch, dann Danziger Volksstimme                               |
| Das Freie Volk                                                                                               | 1918–1921            | Unabhängige Sozialdemokratische Partei |                                                | danach Danziger Arbeiterzeitung                                             |
| Danziger Volksstimme                                                                                         | 1920–1936            | Sozialdemokratische Partei             | sechsmal wöchentlich                           | Nachfolgerin der Volkswacht                                                 |
| Danziger Volksblatt                                                                                          | 1920–1925            | Zentrumspartei                         | sechsmal wöchentlich                           | Nachfolgerin des Westpreußischen Volksblatts, danach Danziger Landeszeitung |
| Danziger Arbeiterzeitung                                                                                     | 1921–1922, 1926–1931 | Kommunistische Partei                  | sechsmal wöchentlich                           | Nachfolgerin von Das Freie Volk, danach Die Freiheit                        |
| Danziger Landeszeitung                                                                                       | 1925–                | Zentrumspartei                         | sechsmal wöchentlich                           | Nachfolgerin des Danziger Volksblattes, dann Danziger Volkszeitung          |
| Die Freiheit                                                                                                 | 1931–1933            | Kommunistische Partei                  | sechsmal wöchentlich                           | Nachfolgerin der Danziger Arbeiterzeitung                                   |
| Danziger Tageblatt                                                                                           | 1934–1935            | Hermann Rauschning                     |                                                | deutschnational                                                             |

### Weitere Zeitungen und Zeitschriften
Aufgeführt werden Zeitungen und Zeitschriften, die zweimal wöchentlich oder seltener erschienen.
| Name | Erscheinungszeit | Herausgeber                            | Häufigkeit               | Bemerkungen                                                    |
| --- | ---------------- | -------------------------------------- | ------------------------ | -------------------------------------------------------------- |
| Danziger Erfahrungen                                                                                           | 1739–1812        |                                        | wöchentlich              | danach Danziger Anzeigen, Danziger Intelligenzblatt (bis 1921) |
| Danziger Zeitung                                                                                               | 1795–1820        |                                        |                          |                                                                |
| Gedana, ein Unterhaltungsblatt für die gebildeten Stände Danzigs                                               | 1815–1816        |                                        |                          |                                                                |
| Neueste Schriften der Naturforschenden Gesellschaft zu Danzig                                                  | 1820–1862        | Naturforschende Gesellschaft zu Danzig |                          |                                                                |
| Der Aehrenleser auf dem Felde der Geschichte, Literatur und Kunst                                              | 1821–1825        |                                        |                          | Literaturzeitschrift                                           |
| Der Aufmerksame Zuschauer. Wochenblatt für Freunde der frohen Laune und Satire                                 | 1826–1827        |                                        |                          |                                                                |
| Danziger Dampfboot für Geist, Humor, Satire, Welt- und Volksleben, Korrespondenz, Kunst, Literatur und Theater | 1827–1879        | Wilhelm Schumacher                     |                          |                                                                |
| Danziger Theaterblatt                                                                                          | 1829             |                                        |                          |                                                                |
| Allgemeine Politische Zeitung für die Provinz Preußen                                                          | 1839–1847        |                                        |                          |                                                                |
| Sonntags-Blatt für alle Stände                                                                                 | 1841–1845        |                                        |                          | dann Danziger Bürgerblatt                                      |
| Katholisches Wochenblatt                                                                                       | 1842–1935        |                                        |                          |                                                                |
| Danziger Theater-Almanach                                                                                      | 1844–1845        |                                        |                          |                                                                |
| Danziger Bürgerblatt                                                                                           | 1845–1847        |                                        |                          |                                                                |
| Eine politische Wochenchronik für Stadt und Land                                                               | 1848–1850        |                                        |                          | entstanden im Revolutionsjahr 1848                             |
| Zeitschrift des Westpreußischen Geschichtsvereins                                                              | 1880–1941        | Westpreußischer Geschichtsverein       |                          | historische Zeitschrift                                        |
| Mitteilungen des Westpreußischen Geschichtsvereins                                                             | 1902–1936        | Westpreußischer Geschichtsverein       |                          |                                                                |
| Ostdeutsche Monatshefte                                                                                        | 1920–1939        |                                        |                          | Kulturzeitschrift                                              |
| Danziger Wirtschaftszeitung                                                                                    | 1921–1943        |                                        |                          |                                                                |
| Danziger Markt                                                                                                 | 1921–1924        |                                        |                          |                                                                |
| Danziger Juristische Monatsschrift                                                                             | 1922–            |                                        |                          | juristische Zeitschrift, es gab auch Danziger Juristen-Zeitung |
| Frau im Osten                                                                                                  | 1922             |                                        |                          |                                                                |
| Baltische Presse                                                                                               | 1923–1931        |                                        |                          | vertrat Ansichten des polnischen Staates, wenig verbreitet     |
| Theaterzeitung des Stadttheaters Danzig                                                                        | 1923–1941        | Stadttheater Danzig                    |                          |                                                                |
| Danzigs Hafen und Handel                                                                                       | 1924–1927        | Robert Franke                          |                          | Werbezeitung über die Danziger Wirtschaft für Auswärtige       |
| Der Danziger Gewerkschaftler                                                                                   | 1924–1933        |                                        | Gewerkschaftszeitschrift |                                                                |
| Danziger Eisenbahnerzeitung                                                                                    | 1924–            |                                        |                          |                                                                |
| Danziger Hausfrau                                                                                              | 1924             |                                        |                          |                                                                |
| Aus dem Reich der Frau. Illustrierte Wochenschrift für Frau und Haus                                           | 1926–1933        |                                        |                          |                                                                |
| Danziger Rundfunk                                                                                              | 1926–1941        |                                        |                          |                                                                |
| Freie Volksbühne Danzig                                                                                        | 1927–1931        | Freie Volksbühne Danzig                |                          |                                                                |
| Sport | 1930–1934        |                                        |                          | Sportzeitschrift                                               |
| Der Vorposten                                                                                                  | 1931–1933        |                                        |                          | nationalsozialistische Zeitschrift                             |
| Der Danziger Vorposten                                                                                         | 1933–            |                                        |                          |                                                                |

## Polnische Zeitungen und Zeitschriften

### Zeitungen und Zeitschriften bis  1944
| Name             | Erscheinungs zeit | Herausgeber | Häufigkeit           | Bemerkungen |
| ---------------- | ----------------- | ----------- | -------------------- | --- |
| Gazeta Gdańska   | 1891–1939         |             | sechsmal wöchentlich | erste polnische Tageszeitung in Danzig, Chefredakteur Bernard Milski                                             |
| Dziennik Gdański | 1919–1923         |             | sechsmal wöchentlich | |
| Robotnik Gdański | 1921–1939         |             |                      | [Danziger Arbeiter], dann Związkowiec [Der Gewerkschaftler], dann Polski Świat Pracy [Polnische Welt der Arbeit] |
| Pomorza          | 1921–1925         |             |                      | = [Pommern], Zeitschrift                                                                                         |
| Straż Gdańska    | 1927, 1933–1939   |             |                      | |
| Rocznik Gdański  | 1927–1939         |             |                      | = [Danziger Jahrbuch]                                                                                            |

## Zeitungen und Zeitschriften in weiteren Sprachen
Daneben gab es Zeitschriften in russischer und kroatischer Sprache, sowie jüdische Publikationen.

### Russische Zeitungen und Zeitschriften
In Danzig erschienen einige Publikationen in russischer Sprache, vor allem für Geschäftsleute und Emigranten.
| Name                                                       | Erscheinungs zeit | Herausgeber                                                                                      | Häufigkeit | Bemerkungen                                                                                  |
| ---------------------------------------------------------- | ----------------- | ------------------------------------------------------------------------------------------------ | ---------- | -------------------------------------------------------------------------------------------- |
| Данцигский вестник                                         | 1923–1924         |                                                                                                  |            | Danzigskij westnik (Danziger Nachrichten)                                                    |
| Данцигский курьер                                          | 1924              |                                                                                                  |            | Danzigskij kurjer (Danziger Kurier)                                                          |
| Экономический вестник                                      | 1924              |                                                                                                  |            | Ekonomitscheskij westnik (Ökonomische Nachrichten)                                           |
| Вестник русской колонии Данцига. Russische Zeitung Danzigs | 1925–1933         | Verein der gegenseitigen Hilfe der ehemaligen russischen Staatsbürger in der Freien Stadt Danzig |            | Westnik russkoj kolonii Danziga (Nachrichten aus der russischen Kolonie in Danzig)           |
| Служба связи ливенцев                                      | 1929–1936         |                                                                                                  |            | Sluschba swjasi liwenzew (Dienst der livländischen Beziehungen), erschien in Riga und Danzig |
| Русское дело                                               | 1933–1935         |                                                                                                  |            | Russkoje delo, (Russische Angelegenheiten)                                                   |